# 스토 나오키
스토 나오키(일본어: 須藤 直輝, 2002년 10월 1일~)는 일본의 축구 선수이다.

## 구단 경력
그는 2021년 J1리그의 가시마 앤틀러스에 입단했다. 2022년 J2리그의 츠바이겐 가나자와로 임대 이적했다. 2023년 가시마 앤틀러스로 복귀했다. 2025년 J3리그의 고치 유나이티드 SC로 이적했다.